# Castillo fortaleza de Los Zúñiga
El castillo fortaleza de Los Zúñiga, también denominado como castillo de Cartaya o castillo de Los Lacerdos, es una construcción defensiva situada en el municipio onubense de Cartaya (Andalucía, España). Se encuentra protegido bajo la figura de Bien de Interés Cultural, con categoría de Monumento.

## Historia
En el siglo XV los terrenos de la villa empezaron a formar parte de los señoríos de la Casa de Zúñiga y los señores se encontraron con una zona insegura y frecuentemente atacada por piratas berberiscos y normandos. Entre 1417 y 1420 se inició la construcción de la fortaleza, refugio ideal para la población y que terminó por consolidar el actual poblamiento. Hasta que el marqués de Gibraleón Pedro de Zúñiga y Manrique de Lara, no ganó un pleito a Alfonso de Guzmán, señor de Ayamonte y Lepe, por el cual pudo establecer un paso en barca a través del río Piedras y fundar junto a él la población para poder defender dicho paso, no hubo en la zona cierta normalidad.
En él destacan su patio de armas y las murallas de más de ocho metros de altura que fueron restauradas a finales de los años 1990. Se complementa con la puerta mudéjar de acceso al recinto. Disponía además de siete torres almenadas y una segunda muralla baja exterior, ambas ya desaparecidas. Su misión era la de vigilancia de los terrenos que limitaban los señoríos de Lepe y Gibraleón, sobre todo del Piedras. En el siglo XVIII se proyectó reconvertirlo en cuartel para cuerpo de guardia pero descartado el proyecto terminó abandonado en 1812.